# Open Geospatial Consortium
Open Geospatial Consortium (OGC, in precedenza OpenGIS Consortium) è un'organizzazione internazionale no-profit, basata sul consenso volontario, che si occupa di definire specifiche tecniche per i servizi geospaziali e di localizzazione (location based). OGC è formato da oltre 280 membri (governi, industria privata, università) con l'obiettivo di sviluppare ed implementare standard per il contenuto, i servizi e l'interscambio di dati geografici (GIS - Sistema informativo geografico) che siano "aperti ed estensibili". 
Le specifiche definite da OGC sono pubbliche (PAS) e disponibili gratuitamente.

## Descrizione
Ci sono oltre 30 standard gestiti da OGC, tra i quali:
- WMS - Web Map Service
- WFS - Web Feature Service
- WCS - Web Coverage Service
- GML - Geography Markup Language
- CAT - Catalog Service
- CT - Coordinate Transformation
- SFS - Simple Features - SQL
- CSW - Catalog Service for the Web
- KML - Keyhole Markup Language
- OWS - OGC Web Service Common
- SOS - Sensor Observation Service[2]
- SPS - Sensor Planning Service[3]
- SensorML - Sensor Model Language
- SLD - Styled Layer Descriptor
- WCPS - Web Coverage Processing Service
- WMTS - Web Map Tile Service
- WPS - Web Processing Service
- GeoSPARQL - Geographic SPARQL Protocol and RDF Query Language[4]

OGC ha una relazione stretta (liaison) con ISO/TC211 (Geographic Information/Geomatics). Le specifiche OGC di tipo abstract sono progressivamente sostituite dagli standard ISO della serie 19100.